# ليليانا ميرلو
ليليانا ميرلو (بالإيطالية: Liliana Merlo)‏ هي مصممة رقص إيطالية، ولدت في 16 سبتمبر 1925 في بوينس آيرس في الأرجنتين، وتوفيت في 17 أكتوبر 2002 في تيرامو في إيطاليا.